# Vozpornoche
Vozpornoche es una localidad del municipio de Luena (Cantabria, España). En el año 2024 contaba con una población de 9 habitantes (INE). La localidad se encuentra a 400 metros de altitud sobre el nivel del mar, y a 5,5 kilómetros de la capital municipal, San Miguel de Luena.
- Datos: Q6164912